# Pierre Marienne
Pierre Marienne (9 décembre 1908, Souk Ahras - 12 juillet 1944, Plumelec) est un officier français de l'Armée française de la Libération de la Seconde Guerre mondiale, capitaine parachutiste SAS des Forces françaises libres. Il commande certaines opérations SAS en Bretagne, participe grandement à la bataille de Saint-Marcel ; il a été reconnu mort pour la France et fait Compagnon de la Libération.

## Biographie
Né le 9 décembre 1908 à Souk-Ahras, il poursuit ses études au lycée Saint-Augustin de Bône puis commence une licence de lettres. En 1928, il devance l’appel et s’engage au 3e régiment de tirailleurs algériens à Constantine. Il suit les cours d'élève sous-officier d'active et sort premier de sa promotion. Il suit ensuite les cours préparatoires d’EOA et termine à nouveau premier. Il est libéré du service en mai 1932. Revenu à la vie civile, il exerce à Paris la profession de scénariste et d'assistant de metteur en scène dans le cinéma.

### Seconde guerre mondiale
À la déclaration de la guerre en septembre 1939, il est mobilisé et affecté au 279e régiment d'infanterie à Épinal. Il fait partie des volontaires pour combattre dans les corps-francs, et est promu aspirant en avril 1940.
Il continue à combattre avec son unité après l'armistice. Blessé devant Baccarat, il est fait prisonnier et parvient à s'évader à Belfort. Repris, il s'évade de nouveau en novembre 1940. Le 30 décembre 1940, il est démobilisé à Lyon, et tente de passer clandestinement en Afrique du Nord, via l'Espagne, afin de rallier la France libre. Arrêté par la police de Franco, il est remis aux autorités françaises et emprisonné. Libéré après le débarquement américain en Afrique du Nord en novembre 1942, il rejoint l'Angleterre et s'engage dans les FFL le 20 février 1943.
Il est affecté au Special Air Service, au 4e Bataillon d'Infanterie de l'Air et nommé sous-lieutenant, puis lieutenant le 1er juin 1943.
Dans le cadre de l’opération Dingson, il est parachuté dans la nuit du 5 au 6 juin 1944 près de Plumelec,. Alors qu’ils recherchent leur matériel parachuté avec eux, le caporal Émile Bouétard et les membres de son équipe radio sont accrochés par les Allemands (supplétifs russes). Blessé, Emile Bouétard est achevé et les trois membres de l’équipe radio capturés. L’ennemi étant supérieur en nombre, Marienne et deux autres parachutistes décrochent avant d'être encerclés vers Saint-Jean-Brévelay afin de ne pas compromettre la mission. Ils se dispersent et Marienne parvient à prendre contact le matin du 6 juin avec des éléments de la résistance locale qui l'informent de l'existence d'un maquis à quinze kilomètres.
Il encadre alors les troupes du maquis de Saint-Marcel, coordonne par radio l'envoi des parachutages d'armes et organise le retranchement du camp qui comprend environ 2 500 hommes. Dans la nuit du 10 au 11 juin, le commandant Bourgoin est parachuté avec des renforts au-dessus de Saint-Marcel. Le 18 juin 1944, alors que le maquis devait rester secret, être un centre d'approvisionnement et une base d'attaques, d’importantes forces allemandes donnent l’assaut,. Après une journée de combats, le camp est évacué. Marienne, blessé à la tête, et 80 hommes se cachent alors autour de Plumelec. Il coordonne les groupes SAS dispersés et prépare de nouvelles actions. Le 24 juin, il reçoit de Londres sa nomination au grade de capitaine.
Il est désormais recherché par l'Abwehr qui, aidée par des collaborateurs français du Front Aufklärungstruppe (dont Maurice Zeller), retrouve sa trace au hameau de Kerihuel, près de Plumelec, où il s'est réfugié avec huit de ses hommes. Les résistants sont surpris dans leur sommeil le 12 juillet, à quatre heures de matin. Leurs ennemis, commandés par le hauptmann Herr, séparent Marienne et Martin du reste de leurs hommes, avant d'assassiner ces derniers, ainsi que huit maquisards et trois cultivateurs. La fuite d'un des SAS, Gabriel Judet, et la découverte d'un autre groupe de résistants cachés plus loin, qui réussit aussi à fuir, font craindre une contre-attaque. Herr donne alors l'ordre d'"exécuter" les survivants, dont Marienne, ainsi que 7 parachutistes et 10 résistants FFI,,. L'armée allemande saisit également le cahier du capitaine Marienne, contenant des informations stratégiques importantes.
Pierre Marienne est inhumé à l’extérieur du cimetière de Plumelec, devant le monument aux morts et à gauche du calvaire ; sa tombe fait pendant au cénotaphe du lieutenant François Martin, exécuté avec lui à Kerihuel.

## Hommages
- Chevalier de la Légion d'honneur (à titre posthume)

- Compagnon de la Libération à titre posthume par décret du 29 décembre 1944[14]

- Croix de guerre 1939–1945 (deux citations)
- Médaille de la Résistance française par décret du 18 mai 1943[15]

Il est reconnu mort pour la France.
- Rue du Capitaine-Marienne à  Plumelec
- Impasse du Capitaine-Marienne à Lorient

## Inspirations
Son parcours a inspiré plusieurs œuvres :
- Le Bataillon du ciel (1947), film d'Alexander Esway, avec Pierre Blanchar et Raymond Bussières
- Le Bataillon du ciel (1947), roman de Joseph Kessel
- Un jour avant l'aube (1994), téléfilm de Jacques Ertaud, avec Xavier Deluc (dans le rôle du lieutenant Maury, inspiré de Marienne) et Jean-Pierre Bouvier, retraçant les opérations Samwest et Dingson, ainsi que la bataille de Saint-Marcel et la mort du capitaine Pierre Marienne.